# Franz Ludwig von Welden
Barun Franz Ludwig von Welden (Laupheim, 16. lipnja 1780. – Graz, 7. kolovoza 1853.) - austrijski vojskovođa i pasionirani botaničar
U vojnu službu stupio je s 18 godina (1798.) i sudjelovao u bitkama protiv Francuza (1799. – 1800.). Od 1802. godine u službi je austrijske vojske, 1809. godine dospijeva u francusko zarobljeništvo, ali se razmjenom zarobljenika uskoro oslobađa i potom s činom majora sudjeluje u bitci kod Asperna. 1812. godine u službi je kneza Schwarzenberga, a 1814. - već s činom potpukovnika - višekratno se dokazuje na talijanskim ratištima, te mu je poslije zauzimanja Mantove i predaje Francuza dodijeljen zadatak vraćanja poražene vojske u južnu Francusku. 1821. predvodi austrijsku vojsku u ratu s Piemontom; od 1832. – 1838. služi u Frankfurtu; 1838. je zapovjednik divizije u Grazu, a 1843. u Tirolu. Tijekom ustanka u Lombardiji 1848. osigurao je povlačenje austrijskim trupama pod vodstvom feldmaršala Radetzkoga i vodio opsadu Venecije. U rujnu 1848. imenovan je civilnim i vojnim zapovjednikom Dalmacije, a u travnju 1849. predvodi austrijsku vojsku u Mađarskoj. Potom ponovno zauzima pozicije u Beču. Umirovljen je 1851. godine zbog narušenog zdravlja, te je umro 7. kolovoza 1853. u Štajerskom Gradcu. 
Osim po vojnim postignućima, barun Franz Ludwig von Welden posebice je poznat i po podizanju većeg broja perivoja u gradovima u kojima je službovao. Tijekom službovanja u Zadru u kojem je bio vojni upravitelj grada, barun Franz Ludwig von Welden po vlastitim je zamislima podigao i 1829. godine otvorio prvi javni zadarski perivoj (današnji Perivoj kraljice Jelene Madijevke). Kao pasionirani botaničar, već prve godine svog boravka u Zadru obišao je i botanički istražio skoro cijelu Dalmaciju i Crnogorsko primorje, a kao pionir u tom istraživanju otkrio je i neke nove biljne vrste. Surađivao je s drugim botaničarima, te pisao za njemačke časopise o svojim botaničkim istraživanjima, ali i o parkovnoj umjetnosti, posebno o engleskim pejzažnim perivojima. U pismu regensburškoj "Flori" napisao je kako je u Zadru uspio ostvariti davni san o izgradnji perivoja za javnost, a još k tome posvećenog flori Dalmacije u koju je bio zaljubljen. Perivoj je podigao na najvećem bastionu zadarske tvrđave, kojem je sačuvao brežuljak u sredini s kojeg se pruža pogled na grad i okolicu. Unutar zadarskog perivoja podigao je i veliki kamenjar mediteranskog bilja koji je nažalost uništen krajem 19. stoljeća.
Barun von Welden je i nakon premještaja u druge gradove ostao aktivan u oblikovanju pejzaža. U Innsbrucku je u javnom perivoju uz pomoć stijena i mahovine rekonstruirao stanište svakog cvijeta iz tirolskih Alpa, a u Grazu je uredio perivoj na Schlossbergu, gdje mu je upravo zbog tih zasluga postavljena i bista.
Imenovao je vrstu Cytisus fragrans, a sinonim je za  Petteria ramentacea.